# Omara Portuondo
Omara Portuondo (Havana, 29 de outubro de 1930) é uma cantora de bolero e dançarina cubana, cuja carreira se estende por mais de setenta anos. Fez parte da formação original do Cuarteto d'Aida e já se apresentou com Ignacio Piñeiro, Orquesta Anacaona, Orquesta Aragón, Nat King Cole, Adalberto Álvarez, Los Van Van, Buena Vista Social Club, Pupy Pedroso, Chucho Valdés, Juan Formell e Maria Bethânia.

## Discografia
| - 1950: Amigas (pelo Cuarteto las d'Aida) - 1996: Palabras - 1996: Buena Vista Social Club - 1997: Omara Portuondo & Martin Rojas - 1997: A Toda Cuba le Gusta (pelo Afro-Cuban All Stars) - 1999: Desafios (com Chucho Valdés) - 1999: Oro Musical - 1999: Magia Negra - 1999: Buena Vista Social Club Presents Ibrahim Ferrer - 2000: Buena Vista Social Club Presents Omara Portuondo - 2000: Roots of Buena Vista - 2000: La Colección Cubana - 2001: Pensamiento - 2001: La Sitiera | - 2001: You - 2002: 18 Joyas Ineditas - 2002: La Gran Omara Portuondo - 2002: La Novia del Filin - 2002: Dos Gardenias - 2004: Flor De Amor - 2005: Lágrimas Negras (Canciones y Boleros) - 2007: Singles - 2008: Maria Bethânia e Omara Portuondo - 2008: Gracias DVD - 2007: Live in Montreal - 2008: Omara Portuondo & Maria Bethânia Ao Vivo |